# Eurystheus
Eurystheus (řecky Ευρυσθέας, latinsky Eurystheus) je v řecké mytologii synem krále Sthenela a jeho manželky Nikippy, byl vnukem Perseovým. Byl to mykénský král.

## Vládce mužů z Diova rodu
Eurystheův osud nalinkovala bohyně Héra ještě před jeho narozením. Stalo se to, co často předtím i potom - její manžel, nejvyšší bůh Zeus se zamiloval do krásné Alkmény, dcery mykénského krále Élektryóna a spojil se s ní, když na sebe vzal podobu jejího manžela, tírynthského krále Amfitryóna. Ta po příslušné době porodila hned dva syny – Hérakla a hned po něm Ífikla.
Těsně před jejich narozením však nejvyšší bůh Zeus v radě bohů hrdě prohlásil, že „právě dnes spatří světlo světa největší hrdina“. To ovšem neušlo jeho manželce Héře, jíž sledování manželových záletů stálo mnoho úsilí, ale také jí dalo mnoho praktických zkušeností. Samozřejmě v tom správně vytušila podstatu věci a rozhodla se manželovi pomstít. Lstí vymámila z Dia přísahu, že kdo se toho dne narodí, bude vládnout všem mužům z Diova rodu. A Zeus odpřisáhl.
Héra bez prodlení zařídila, aby se Sthenelově manželce Nikippě týž den narodil syn, i když měl ještě dva měsíce času. Naopak Alkménin porod pozdržela. A tak se stalo, že se narodil Sthenelův syn Eurystheus a teprve po něm Diův potomek Héraklés. A přesně podle Diovy přísahy stal se Héraklés služebníkem Eurystheovým, a ani sám nejvyšší bůh s tím nic nemohl udělat.

## Úkoly za vraždění
Než bylo mladíkům osmnáct let, plynul život v klidu, poté se ještě vydal Héraklés na zkušenou, našel si manželku Megaru, měli spolu tři syny a vedl spořádaný klidný život, dokud opět nezasáhla Héra. Seslala na něj šílenství, ve kterém své syny i dvě děti svého bratra Ífikla zabil. Hned poté mu rozum vrátila. Věštba stanovila, že má své zločiny odčinit ve službě mykénskému králi Eurystheovi.
Eurystheus měl z Hérakla strach, proto mu své ani rozkazy neříkal osobně, ale přes svého hlasatele Koprea. Vymýšlel je ale nebojácně a s chutí. Jeden úkol za druhým stál za to, všechny byly pro normálního smrtelníka nesplnitelné.
Zároveň s velkou chutí Hérakla urážel a ponižoval.
Dvanáct úkolů pro Hérakla:
1. zabít nemejského lva
2. zabít lernskou Hydru
3. zbavit zemi stymfálských ptáků
4. chytit kerynejskou laň
5. polapit kalydónského kance
6. vyčistit Augeiův chlév
7. přivést divokého býka z Kréty
8. přihnat Diomédovy divoké koně
9. přihnat Géryonova stáda
10. přinést pás královny Amazonek
11. přivést psa Kerbera z podsvětí
12. přinést tři zlatá jablka ze zahrad Hesperidek

## Konec
Zbabělý Eurystheus posílal Hérakla plnit životu nebezpečné úkoly, ale sám se bál i jen pohlédnout na výsledky jejich splnění. Ani s Héraklem se nedokázal setkat tváří v tvář. Některé verze uvádějí, že si ve své přechodné moci liboval natolik, že žádal, aby mu sloužily i Héraklovy děti. Vyhnal je prý z Héraklova hradu Tírynthu, pronásledoval je až do Athén, které žádal o jejich vydání. Dokonce pro ně přitáhl s velikým vojskem. Athéňané ho porazili i s pomocí bohů, o jejichž poslední sympatie se Eurystheus sám připravil: Héraklův synovec Ioláos ho přivedl do města jako zajatce.
Héraklova matka Alkména pod dojmem stále živých vzpomínek na urážky a ponižování jejího syna se neovládla, vyškrábala Eurystheovi oči a probodla ho dýkou. Tak se završil život neslavného pána, který vlastnil krátký čas nejslavnějšího sluhu.

## Odraz v umění
Není toho mnoho, co se z antiky zachovalo, snad nejznámější je vázová malba
- Héraklés přináší Eurystheovi erymanthského kance (z 5. stol. př. n. l.), na něm zobrazen vyděšený Eurystheus ukrytý ve váze.

Pokud zůstal Eurystheus v povědomí, pak jen jako symbol zpupného a zbabělého vládce.